# Pontophilus modumauensis
Pontophilus modumauensis är en kräftdjursart som beskrevs av M. J. Rathbun 1906. Pontophilus modumauensis ingår i släktet Pontophilus och familjen Crangonidae. Inga underarter finns listade i Catalogue of Life.